# Soricini
Tribu
Les Soricini sont une tribu de la sous-famille des Soricinae regroupant des genres de musaraignes. Seul Sorex est actuel, les autres sont fossiles.

## Liste des genres
- Sorex Linnaeus, 1758
- †Alloblairinella
- †Alluvisorex
- †Anchiblarinella
- †Antesorex
- †Carposorex
- †Clapasorex
- †Cokia
- †Dimylosorex
- †Drepanosorex
- †Florinia
- †Lartetium
- †Paenepetenyia
- †Petenyia
- †Srinitium
- †Ulmensia